# Sergi Pàmies i Bertran
Sergi Pàmies i López (París, 26 de gener de 1960) és un escriptor, narrador, articulista de La Vanguardia, traductor i crític de televisió català. És fill de la també escriptora Teresa Pàmies i del polític Gregorio López Raimundo. És cosí segon d'Antoni Torres Garcia

## Biografia
Fins que va fer onze anys, Pàmies va créixer a Gennevilliers, una zona amb una important població immigrant a l'àrea metropolitana de París. El retorn dels seus pares a Barcelona va fer que aprengués el català, que esdevindria la seva llengua literària. Entre el 1979 i el 1989 va treballar com a comptable, feina que va deixar per dedicar-se a l'escriptura tres anys després de la publicació del seu primer llibre, T'hauria de caure la cara de vergonya (1986), publicat amb Quaderns Crema. Els reculls de contes Si menges una llimona sense fer ganyotes (2006) i La bicicleta estàtica (2010) es van situar durant setmanes al capdamunt de les llistes de més venuts.
Els seus contes i novel·les han estat traduïts a set llengües, entre les quals l'alemany, l'anglès, el castellà, el francès i el japonès. Al català, ha traduït obres de Guillaume Apollinaire, Agota Kristof, Jean-Philippe Toussaint, Daniel Pennac i Amélie Nothomb, d'aquesta darrera gairebé totes les seves obres també al castellà. Ha col·laborat als programes Els matins de TV3 i 8 al dia de 8tv, així com a Catalunya Ràdio i a RAC1.

## Obra publicada

### Reculls de contes
- T'hauria de caure la cara de vergonya, Quaderns Crema, 1986. ISBN 978-84-85704-85-9
- Infecció, Quaderns Crema, 1987. ISBN 978-84-7727-006-5
- La gran novel·la sobre Barcelona, Quaderns Crema, 1999. ISBN 978-84-7727-186-4
- L'últim llibre de Sergi Pàmies, Quaderns Crema, 2000. ISBN 978-84-7727-309-7
- Si menges una llimona sense fer ganyotes, Quaderns Crema, 2006. ISBN 978-84-7727-452-0
- La bicicleta estàtica, Quaderns Crema, 2010. ISBN 978-84-7727-487-2
- Cançons d'amor i de pluja, Quaderns Crema, 2013. ISBN 978-84-7727-547-3
- L'art de portar gavardina, Quaderns Crema, 2018. ISBN 9788477275992
- A les dues seran les tres, Quaderns Crema, 2023. ISBN 9788477276791[11]

### Novel·les
- La primera pedra, Quaderns Crema, 1990. ISBN 978-84-7727-060-7
- L'instint, Quaderns Crema, 1993. ISBN 978-84-7727-101-7
- Sentimental, Quaderns Crema, 1995. ISBN 978-84-7727-135-2
- Confessions d'un culer defectuós, Editorial Empúries, 2016. ISBN 978-84-16367-59-7

### Guions
- El matí de Josep Cuní, Catalunya Ràdio (1989), un sol programa.
- Sang bruta (amb Quim Monzó), radionovel·la emesa a Catalunya Ràdio (1990).

### Traduccions
- Guillaume Apollinaire, Les onze mil vergues. Barcelona: La Magrana, 1988.
- Bob de Groot, Lleonard sempre és un geni. Barcelona: Columna-Unicorn, 1991.
- Agota Kristof, El gran quadern. Barcelona: La Magrana, 1989.
- Agota Kristof, La prova. Barcelona: La Magrana, 1990.
- Agota Kristof, La tercera mentida. Barcelona: La Magrana, 1991.
- Agota Kristof, Ahir. Barcelona: Barcelona: La Magrana, 1996.
- Agota Kristof, L'hora grisa, o L'últim client. Barcelona: La Magrana, 2000.
- Amélie Nothomb, Estupor y temblores. Barcelona: Anagrama, 2000.
- Amélie Nothomb, Antichrista. Barcelona: Anagrama, 2005.
- Daniel Pennac, Com una novel·la. Barcelona: Empúries, 1995.
- Charles Perrault, La caputxeta vermella i altres contes. Barcelona: Edicions 62, 1995.
- Jean-Philippe Toussaint, La màquina de fer fotos. Barcelona: La Magrana, 1989.